# Stefan Rogulski
Stefan Rogulski (ur. 27 sierpnia 1918 w Warszawie, zm. 20 listopada 1990 tamże) – polski aktor dziecięcy oraz urzędnik.

## Życiorys
Jako uczeń szkoły baletowej przy warszawskim Teatrze Wielkim został wypatrzony przez łowcę talentów i zaangażowany do filmu Janko Muzykant (1930, reż. Ryszard Ordyński). W okresie przedwojennym zagrał role jeszcze w trzech produkcjach. W czasie II wojny światowej został aresztowany i wywieziony na roboty przymusowe do Niemiec. Tam pracował w fabryce zbrojeniowej w Dreźnie, skąd udało mu się uciec podczas alianckich nalotów. Po powrocie do Polski, w latach 1945–1947 współtworzył grupę aktorską, wystawiającą repertuar operetkowy. Ostatecznie w 1957 roku porzucił aktorstwo i rozpoczął prace w jednym z ministerstw, gdzie dotarł do stanowiska głównego inspektora.
Był ojcem Krzysztofa Rogulskiego (ur. 1945) – reżysera oraz Jerzego Rogulskiego (ur. 1950) – aktora.
Pochowany na Cmentarzu Bródnowskim w Warszawie (kwatera 54E-6-16).

## Filmografia
- Janko Muzykant (1930) – Janko Muzykant
- Głos serca (1931) – Bobby
- Dziesięciu z Pawiaka (1931) – brat skazańca
- Legion ulicy (1932) – Józek